# فن الرسم (لوحة)
فَنّ الرسَم (بالهولندية: Allegorie op de schilderkunst) هي لوحة زيتية من القرن السابع عشر بريشة رسام العصر الذهبي الهولندي يوهانس فيرمير. معروضة في متحف تاريخ الفنون في فيينا. رسم فيرمير اللوحة بأسلوب خداعي (تقليد فني يبتكر فيه الفنان عملًا فنيًا يبدو من خلاله أنه يشارك المساحة المادية مع المشاهد)، تعتبر اللوحة واحدة من أشهر ألاعمال التي رسمها الفنان فيرمير ومن ألمع الامثلة على الحركة الفنية للرسم خلال العصر الذهبي الهولندي. وفقًا لألبرت بلانكرت (ناقد فني) «لا توجد لوحة أخرى تدمج بشكل لا تشوبه شائبة بين التقنية الطبيعية، والمساحة المتكامل، والتركيب المعقد لفن الرسم في عمل واحد.»  وهو أيضاً ما يعتقده العديد من مؤرخي الفن لأن أللوحة بالحقيقة تمثل قصة رمزية لهذا الفن،  ومن هنا جاء عنوان اللوحة «فن الرسم». إن تكوينها وتصويرها يجعله أكثر أعمال فيرمير تعقيدًا على الإطلاق.

## الوصف

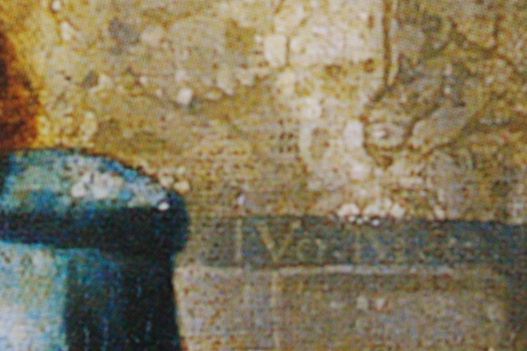
توقيع الفنان.

تصور اللوحة فنانًا يرسم امرأة ترتدي زياً أزرق وتتخذ وضعية الموضوع الرئيسي في الاستوديو الخاص بالفنان. المرأة تقف بجانب نافذة خلفها خريطة كبيرة للبلدان المنخفضة معلقة على الحائط. تم التوقيع على يمين الفتاة "I Ver. Meer"، لكنها غير مؤرخة. يفترض معظم الخبراء بان اللوحة تم تنفيذها في وقت ما بين 1665-1668 ، لكن البعض يقترح أنه كان من الممكن أن العمل قد تم أنشائه في وقت متأخر من 1670 إلى 1675.
في عام 1663 ، قام بالتازار دي مونكونيز (كان مسافرًا فرنسيًا ودبلوماسيًا وفيزيائيًا وقاضيًا) بزيارة فيرمير، ولكن لم يكن لديه لوحة لعرضها، لذلك من المحتمل أن العمل قد تم «من أجل الحصول على عينة رائعة من فنه في الاستوديو الخاص به.»  أعجب فيرمير بلوحته كثيراً ولم يبعها أبدًا خلال حياته. وفقًا لألبرز، «إنها تمثل نوعًا من التلخيص والتقييم لما تم إنجازه».

### عناصر

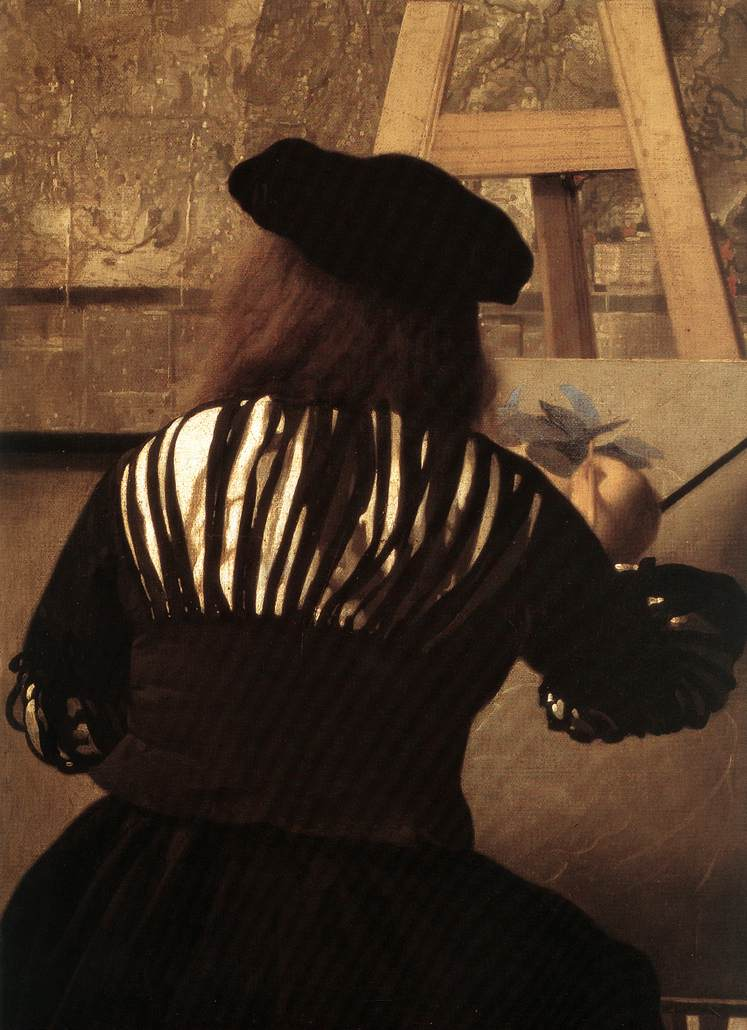
الرسام جالس أمام حامله وهو يمسك عصا الرسم (عبارة عن عصا بجلد ناعم مبطن يستخدمها الرسامون لدعم اليد التي تمسك الفرشاة).

تتكون اللوحة من شخصين فقط، الرسام وموضوعه (المراة)، كان يُعتقد أن الرسام هو صورة ذاتية للفنان نفسه (يوهانس فيرمير)؛ واقترح جان لويس فودوير (رسام فرنسي) قد تكون المرأة الشابة ابنته. يجلس الرسام أمام اللوحة المثبته على حامل، حيث يمكن رؤية بان الرسام قد اكمل رسم تاج الورود الذي ترتديه الفتاة. يرتدي الفنان ثوبًا أسود أنيقًا مع فتحات على الأكمام وعلى ظهره ليعطي لمحة عن القميص الذي يرتديه تحته. كذالك يرتدي التنورة القصيرة المنتفخة والجوارب البرتقالية، وهو نوع من الثياب باهظ الثمن وعصري موجود أيضًا في أعمال أخرى من ذلك الوقت، كما هو الحال في صورة شخصية معروفة للرسام لروبنز.
النسيج والكرسي، كلاهما مستودعات، يقودان المشاهد إلى اللوحة. يعزو الخبراء الرموز إلى جوانب مختلفة من اللوحة. تم ربط عدد من العناصر، مثل قناع الجبس، والذي قد يمثل الجدل حول الباراجون (مصطلح يطلق على نقاشا من عصر النهضة الإيطالية حيث تم الاقتراح بأن كل من الرسم والنحت فنون متميزان ومختلفة عن بعضهما البعض.)،  كذلك وجود قطعة من القماش، ورقية، وبعض الجلود على الطاولة قد يرمز إلى الفنون الليبرالية. كذلك طريقة رسم الأرضية المكسوة بالرخام والثريا الذهبية أمثلة تدل على براعة فيرمير بالتلاعب بالمنظور وتُظهر معرفته الكبيره بطريقة أظهار الأشكال. بحيث يعمل كل جسم في اللوحة على عكس الضوء أو أمتصاصه بشكل مختلف عن الأخر، مما يؤدي إلى الحصول على أدق عرض لتأثيرات المواد المصنوعه منها تلك الاجسام.

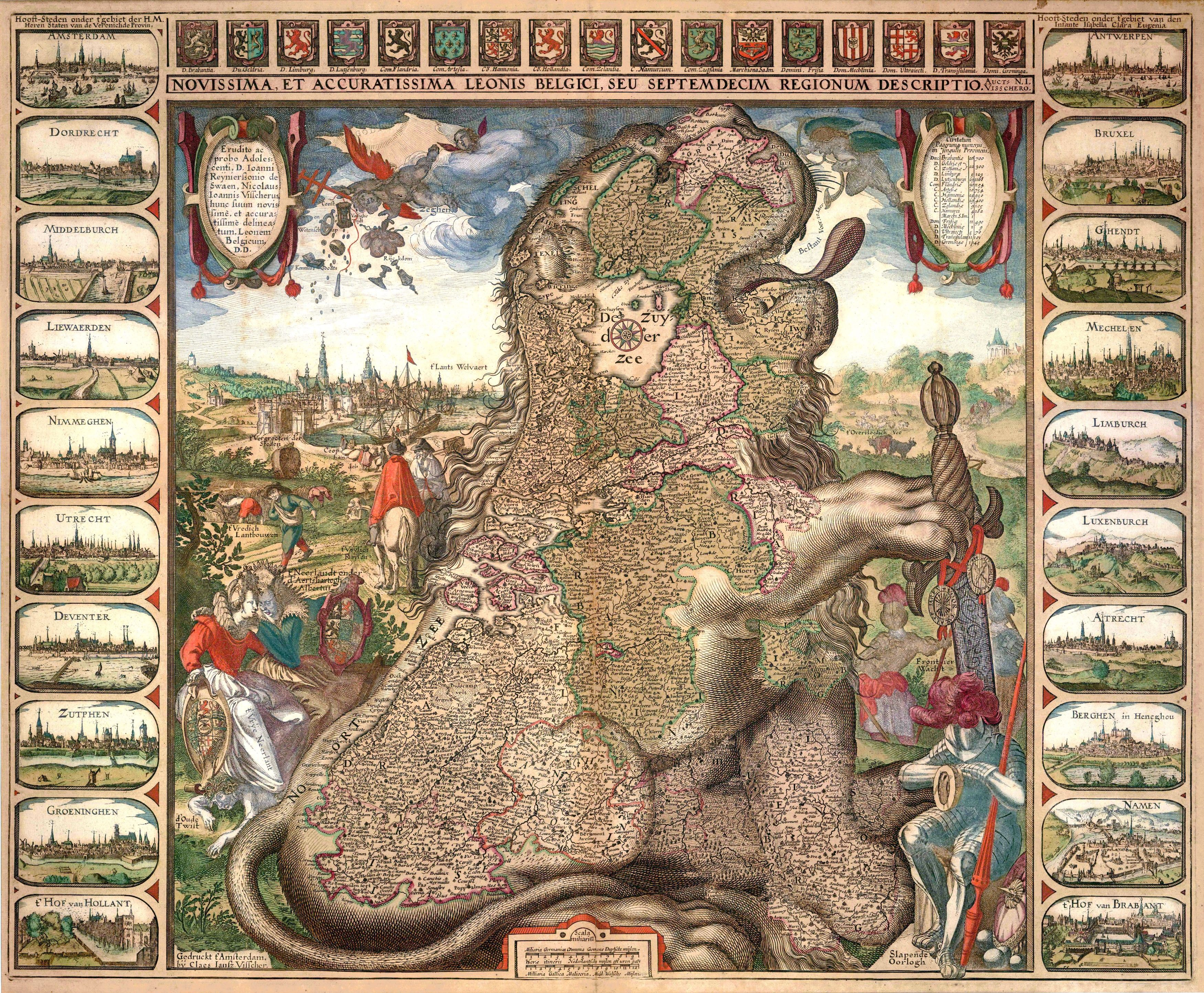
ليو بلجيكوس من عام 1611 بريشة كلايس يانس فيشر

تُظهر الخريطة، اللافت للنظر تمثيل الضوء عليها، المقاطعات السبعة عشر في هولندا، وتحيط بها 20 منظرًا لمدن هولندية بارزة. نشرها كلايس جانزون فيشر عام 1636. يمكن رؤية هذه الخريطة، ولكن بدون مناظر المدينة على اليسار واليمين، على لوحات جاكوب أوخترفلت ونيكولايس ميس. تم العثور على خرائط مماثلة في المكتبة الوطنية الفرنسية في باريس. في الجزء العلوي الأيسر من الخريطة، يمكن رؤية امرأتين؛ أحدهما تحمل عصا عرضية وبوصلة، والآخر تحمل لوحة وفرشاة وتحمل إطلالة للمدينة في يدها.

### الرمزية والاستعارة

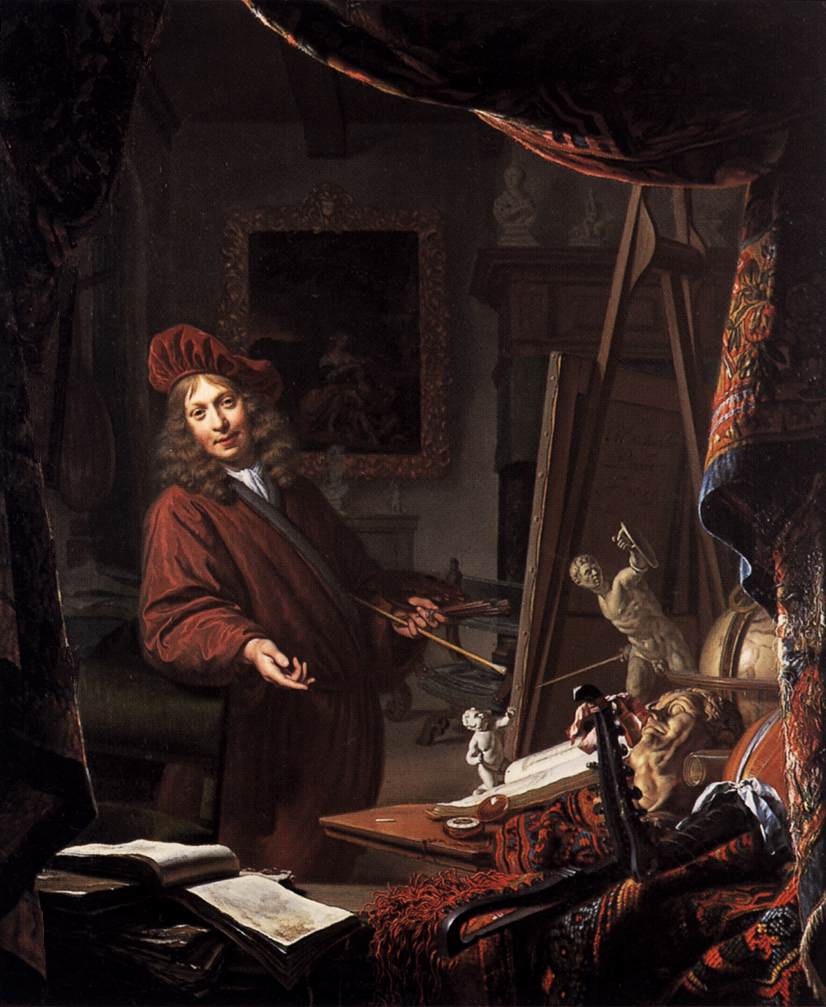
لوحة "استوديو الرسام" لميشيل فان موشر 1679

كان لفيرمير اهتمامًا نظريًا بالرسم. تم الأفتراض بأن تكون المراة التي تمثل موضوع اللوحة هي الاله فاما،  أو بيكتورا،  أو كليو،  إحدى إلهات الإلهام التسعة، كما يتضح من ارتدائها إكليل الغار، وحملها لبوقًا، وربما تحمل كتابًا لهيرودوت أو ثوقيديدس، الذي يتطابق مع الوصف الوارد في كتاب سيزار ريبا (رسام أيقونات إيطالي) في القرن السادس عشر عن الشعارات والتشكيلات بعنوان «الرموز». ومع ذلك، وفقًا لـ ريبا، يجب أن ننظر إلى الوراء  وليس إلى الأسفل كما في هذه اللوحة. يقول جيرارد دي لايرس (كان رسامًا هولنديًا من العصر الذهبي ومنظرًا فنيًا) المعاصر لفيرمير، المهتم بالكلاسيكية الفرنسية، هناك تفسير آخر. يذكر التاريخ والشعر كمصادر رئيسية للرسام. يمكن أن تكون المرأة ذات الرداء الأزرق تمثل الشعر،  مشيرة إلى بلوتارخ الذي لاحظ أن «سيمونيدس يدعو رسم الشعر الصامت واللوحة الشعرية التي تتحدث»،  أعاد صياغتها الشاعر اللاتيني هوراس لاحقًا بعنوان «كما هو الرسم وكذلك الشعر». إذا كان الأمر كذلك، فإن الخريطة تمثل التاريخ.

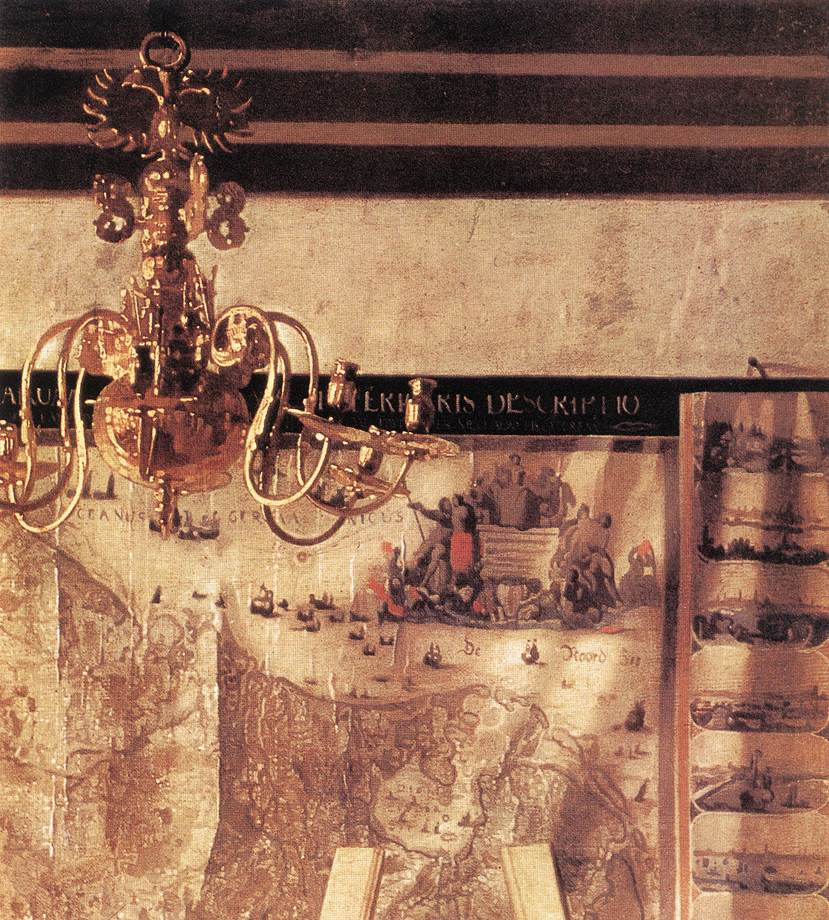
العقاب ذو رأسين الموجود فوق الثريا.

العقاب ذو رأسين، رمز إمبراطورية هابسبورغ الرومانية المقدسة، والذي يزين الثريا الذهبية المركزية، قد يمثل الحكام السابقين للبلدان المنخفضة. تحتوي الخريطة الكبيرة الموجودة على الجدار الخلفي على تجعيد بارز يقسم المقاطعات السبع عشرة إلى الشمال والجنوب. (يوجد الغرب في الجزء العلوي من الخريطة). قد يرمز التجعد إلى تقسيم الجمهورية الهولندية إلى المقاطعات الشمالية والجنوبية تحت حكم هابسبورغ. تُظهر الخريطة الانقسام السياسي السابق بين اتحاد أوتريخت في الشمال والمحافظات الموالية في الجنوب. قد يكون هذا التفسير قد أثار إعجاب هتلر الذي امتلك اللوحة أثناء الحرب. وفقًا لليدتك، فإن التفسير السياسي للخريطة ونسر هابسبورغ غير مقنع؛ لكون التفسير يتغاضى عن دوافع أخرى.

## الأصل
تعتبر اللوحة عملاً ذا أهمية بالنسبة لفيرمير لأنه لم ينفصل عنها أو يبيعها، حتى عندما كان مديوناً. في 24 فبراير 1676 ، ورثتها أرملته كاتارينا لوالدتها ماريا ثينز، في محاولة لتجنب بيع اللوحة لإرضاء الدائنين. منفذ ملكية فيرمير عالم الميكروسكوب الشهير أنطوني فان ليفينهوك قرر أن نقل العمل إلى حمات الرسام الراحل كان غير قانوني. في 15 مارس 1677 كانت معظم لوحات الفنان قد بيعت في مزاد في نقابة دلفت. لا يعرف من اشترى لوحة «فن الرسم». ربما كان يعقوب ديسيوس (مصممًا وطباعًا هولنديًا). لا يمكن تحديد ما إذا كانت اللوحة المذكورة في المزاد العلني لعام 1696 على أنها «صورة فيرمير في غرفة بها ملحقات مختلفة» هي نفسها لوحة «فن الرسم». كانت اللوحة مملوكة لجيرارد فان سويتن (كان طبيبًا هولنديًا)، وانتقلت إلى يد جوتفريد فان سويتن (كان دبلوماسيا نمساويا هولندي المولد). في عام 1813 ، تم شراؤها مقابل 50 فلورين من قبل الكونت البوهيمي النمساوي رودولف تشيرنين. تم عرضها للجمهور في متحف تشيرنين في فيينا.

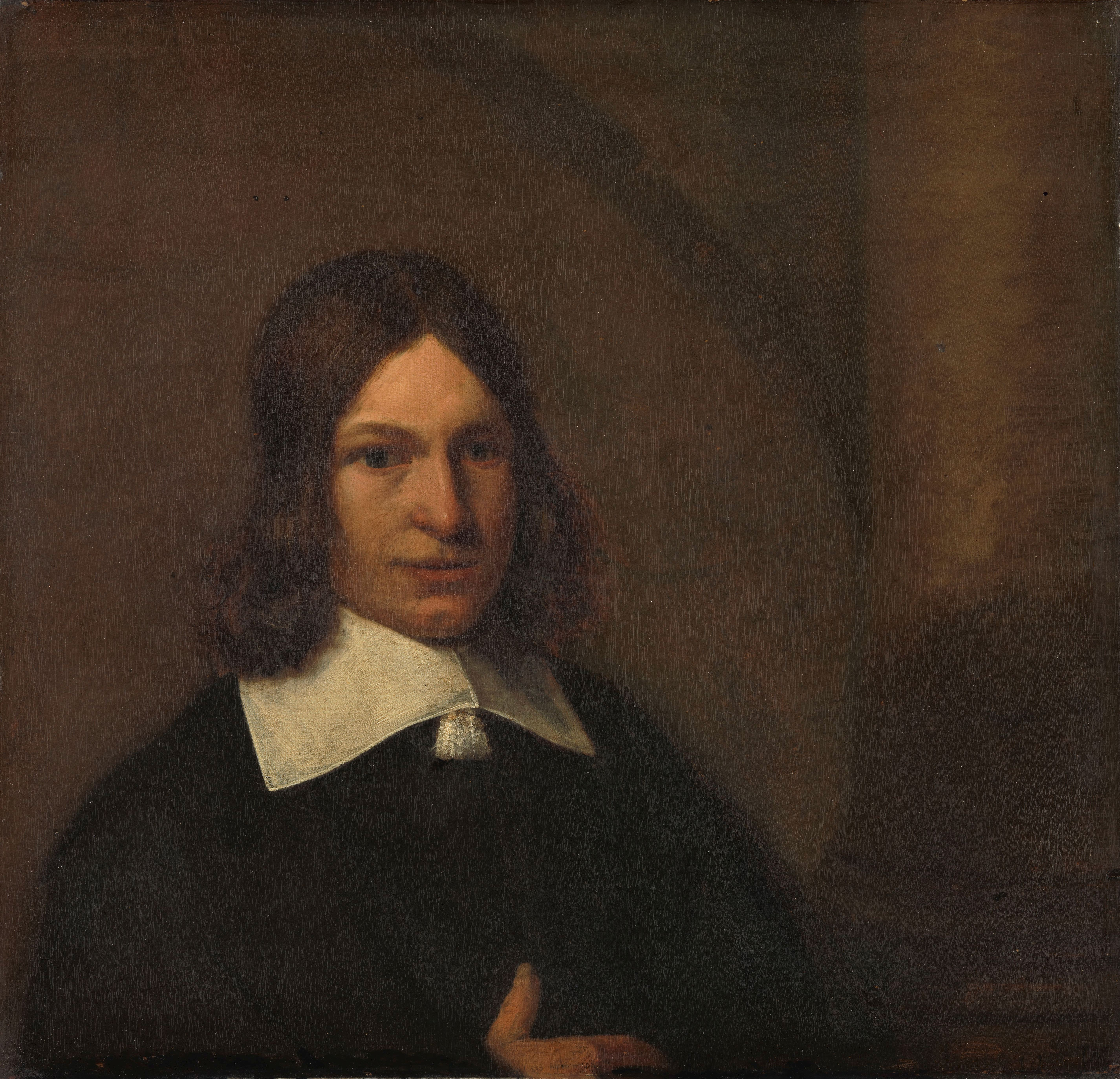
الرسام الهولندي بيتر دي هوخ، نسبت اللوحة اليه زوراً لاكثر من قرنين من الزمن.

حتى عام 1860 ، كان يُعتقد أن اللوحة قد رسمها بيتر دي هوش المعاصر لفيرمير؛ كان فيرمير غير معروف حتى أواخر القرن التاسع عشر. تم تزوير توقيع هوش بالتساوي على اللوحة. وبتدخل من مؤرخ الفن الألماني جوستاف فريدريش فاجن، تم الاعتراف بها كلوحة أصلية لفيرمير.

### أهتمام النازية

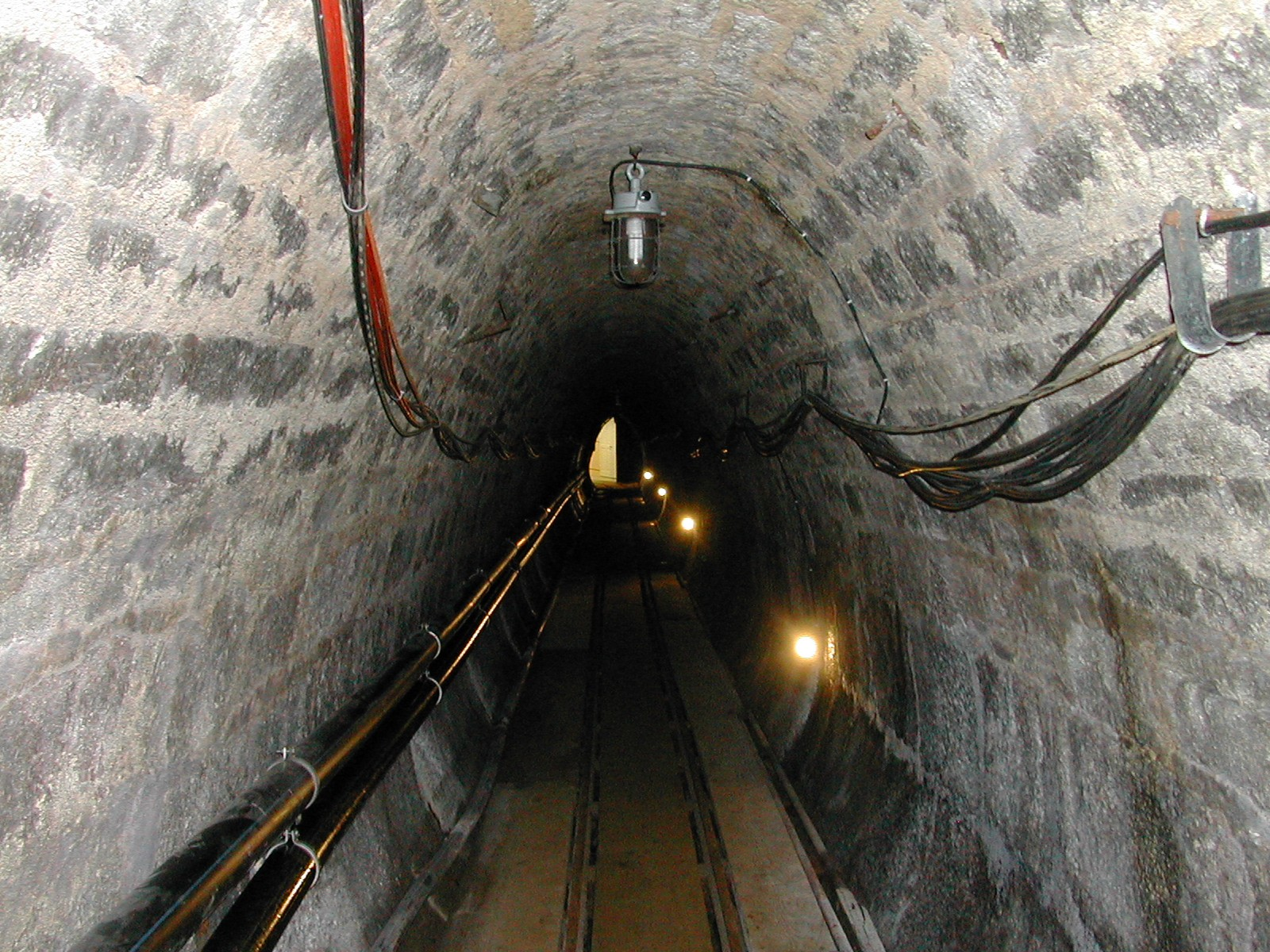
نفق منجم ملح ألتوسي حيث تم العثور على اللوحة.

في عام 1935 ، حاول الكونت جارومير تشيرنين بيع اللوحة لأندرو دبليو ميلون، لكن الحكومة النمساوية حظرت تصدير اللوحة. بعد ضم النمسا ألى الرايخ الثالث، حاول فيليب ريمتسما (رئيس شركة تبغ ألمانية) بمساعدة هيرمان غورينغ الحصول على اللوحة. تم رفض المعاملة إلى شخص عادي كونها تمثل تراثًا ثقافيًا. تم الحصول عليها أخيرًا من قبل أدولف هتلر لمجموعة متحف لينزر بسعر 1.82 مليون من خلال وكيله، هانز بوس (كان مؤرخًا ألمانيًا للفن، وأمين متحف) في 20 نوفمبر 1940. تم إنقاذ اللوحة من منجم ملح بالقرب من ألتوسي في نهاية الحرب العالمية الثانية في عام 1945 ، حيث تم الحفاظ عليها من غارات قصف الحلفاء، مع أعمال فنية أخرى. اصطحب أندرو ريتشي، رئيس برنامج الآثار والفنون الجميلة والمحفوظات في النمسا، اللوحة إلى فيينا من ميونيخ، الذي نقلها عن طريق قفل نفسه واللوحة في مقصورة القطار. قدم الأمريكيون اللوحة إلى الحكومة النمساوية في عام 1946 ، حيث تم الأعتبار بأن عائلة تشيرنين قد باعت اللوحة طواعية، دون قوة لا داعي لها من هتلر. بذلت عائلة تشيرنين عدة محاولات للمطالبة بالتعويض، في كل مرة تم رفضها. عزز قانون التعويض لعام 1998 ، المتعلق بالمؤسسات العامة، الموقف القانوني للأسرة،  ولكن تم رفض القضية مرة أخرى من قبل الحكومة النمساوية في عام 2011.

## الفنان

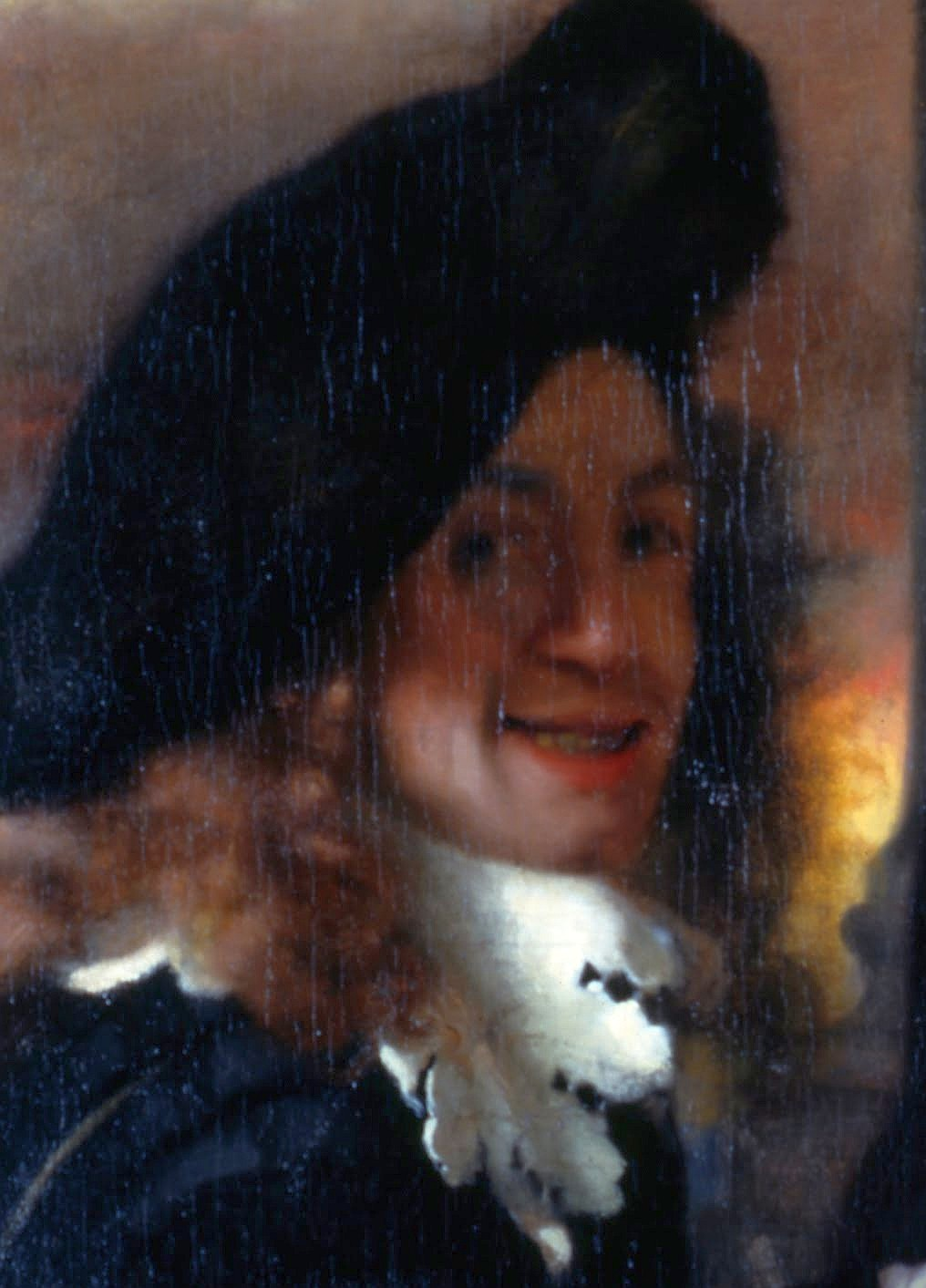
يوهانِس فيرمير

يوهانِس فيرمير والمعروف باسم فيرمير (1632-1675م) هو رسَّام هولندي في الفترة الباروكية،  ولد في بلدة دلفت الهولندية. يعتبر من أكبر فناني القرن الـ17 الميلادي في أوروبا. كان متخصصًا في رسم المشاهد الداخلية المنزلية لحياة الطبقة الوسطى. يُعتبر يوهانس رسامًا محليًا ناجحًا نوعًا ما، ومن الواضح أنه لم يكن ثريًا، فقد ترك زوجته وأطفاله غارقين في الديون عند وفاته، وربما يعود سبب ذلك لإنتاجه عددًا قليلًا نسبيًا من اللوحات الزيتية. عمل فيرمير ببطء واهتمام شديدين، وكثيرًا ما كان يستخدم الأصباغ باهظة الثمن. اشتُهر بشكل خاص بمعالجته الفريدة واستخدامه للضوء في أعماله. رسم فيرمير في معظم لوحاته مشاهد منزلية داخلية، «ومن الواضح أن جميع المشاهد في لوحاته جرت في غرفتين صغيرتين ضمن منزله في دلفت، إذ يظهر نفس الأثاث والديكورات في ترتيبات مختلفة، وكثيرًا ما صور نفس الأشخاص وكان معظمهم من النساء». عُرف خلال حياته في دلفت ولاهاي، لكن شهرته المتواضعة أفسحت مجالًا للغموض بعد وفاته. لم يُذكر إلا بالكاد في كتاب المصدر الرئيسي لأرنولد هوبراكن في القرن السابع عشر (المسرح الكبير للرسامين الهولنديين والفنانات النساء)، وهكذا فقد حُذف من الدراسات الاستقصائية اللاحقة للفن الهولندي لما يقارب قرنين من الزمن. اكتُشفت أعمال فيرمير من قبل باحث الفن الألماني غوستاف فريدريك واغن وثيوفل ثوري برغر، عندما نشرا مقالًا يحتوي على 66 صورة لفيرمير على الرغم من أن 34 لوحة فقط تُنسب إليه اليوم. اتسعت شهرة فيرمير منذ ذلك الحين ليصبح معروفًا بصفته واحدًا من أعظم الرسامين في العصر الذهبي الهولندي. لم يسافر فيرمر إلى الخارج قط، وكذلك فعل العديد من الفنانين الهولنديين في العصر الذهبي أمثال رامبرانت وفرانز هالزن، وكان فيرمير كما كلن رامبرانت تاجرًا ومقتنيًا متعطشًا للأعمال الفنية.